# Lew Sapieha
Lew Sapieha, întâlnit în literatura istorică în limba română și sub numele de Leon Sapieha, (în belarusă Леў Сапега sau Leŭ Sapieha; în lituaniană Leonas Sapiega; n. 4 aprilie 1557, Ostrowno⁠(d), județul Witebsk⁠(d), Marele Ducat al Lituaniei, Polonia-Lituania – d. 7 iulie 1633, Vilnius, Polonia-Lituania) a fost un nobil și om de stat al Uniunii statele polono-lituaniene. În 1581 a devenit secretar al Marelui Ducat al Lituaniei, în 1585 cancelar al curții, apoi mare cancelar din 1589 până 1623, voievod de Vilnius în 1621, mare hatman al Lituaniei în 1623 și guvernator de Slonim, Brest și Moghilău. Era de etnie ruteană, dar, cu toate acestea, sursele istorice belaruse moderne îl consideră ca având o origine belarusă.
Lew este considerat o mare personalitate politică a Uniunii statale polono-lituaniene. Magnat bogat și puternic, el a fost cunoscut pentru înțelepciunea lui ca om de stat, jurist și comandant militar, fiind unul dintre cei mai mari conducători ai Marelui Ducat al Lituaniei în perioada de maximă înflorire culturală a ducatului.

## Biografie

### Primii ani
S-a născut în localitatea Ostrowno (astăzi Astroŭna, Belarus; în belarusă Астроўна), din apropiere de Vitebsk. A fost educat în orașul german Leipzig și a lucrat în cancelaria regală a regelui Poloniei și marelui duce al Lituaniei Ștefan Báthory sub conducerea lui Jan Zamoyski. Crescut în religia ortodoxă, el s-a convertit în tinerețe la calvinism și a ctitorit mai multe biserici calviniste pe moșiile pe care le stăpânea. În anii 1570 a trecut la unitarianism. Deziluzionat de certurile din tabăra protestantă, în 1586 s-a convertit din nou, împreună cu prima lui soție, la romano-catolicism al cărui apărător zelos a devenit. După Uniunea de la Brest a pus în aplicare decizia de trecere a credincioșilor ortodocși din Polonia sub ascultarea scaunului apostolic de la Roma.

### Cariera și politica
El a sprijinit realizarea unei uniuni politice cu Cnezatul Moscovei în 1584-1600 și a condus misiunea diplomatică la Moscova în 1600, propunând această uniune țarului Boris Godunov, care a refuzat-o. De asemenea, el a participat la războaiele polono-ruse sub conducerea regilor Poloniei și marilor duci ai Lituaniei Ștefan Báthory și Sigismund al III-lea Vasa. A devenit consilier al regelui Sigismund al III-lea și a sprijinit planurile sale radicale de câștigare a tronului Cnezatului Moscovei.
În calitate de cancelar a editat ultima versiune a Statutului Marelui Ducat al Lituaniei. El a pus bazele fondării Facultății de Drept în cadrul Universității din Vilnius, care a fost creată în 1641.
A fost coinițiator și participant la expediția militară de la Moscova, efectuată în 1618 de către regele Poloniei și marele duce al Lituaniei Vladislav al IV-lea Vasa.
În calitate de mareșal al Seimului a condus adunările ordinare ale Seimului de la Varșovia din 4 octombrie până în 25 noiembrie 1582. El a fost un binefăcător al multor biserici catolice de pe teritoriul Marele Ducat al Lituaniei. A pus bazele averii și puterii politice durabile a familiei Sapieha.
Sapieha a murit în 1633 și a fost îngropat în subsolul bisericii Sf. Arhanghel Mihail din Vilnius, pe care el însuși o ctitorise. Sarcofagul lui a rămas acolo până în prezent și este considerat în continuare cea mai mare operă de artă de acest fel de pe teritoriul Lituaniei.

## Galerie

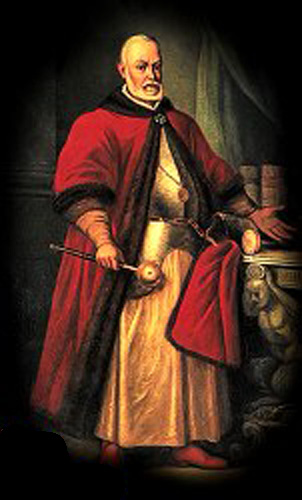
Portretul lui Sapieha realizat de un pictor necunoscut
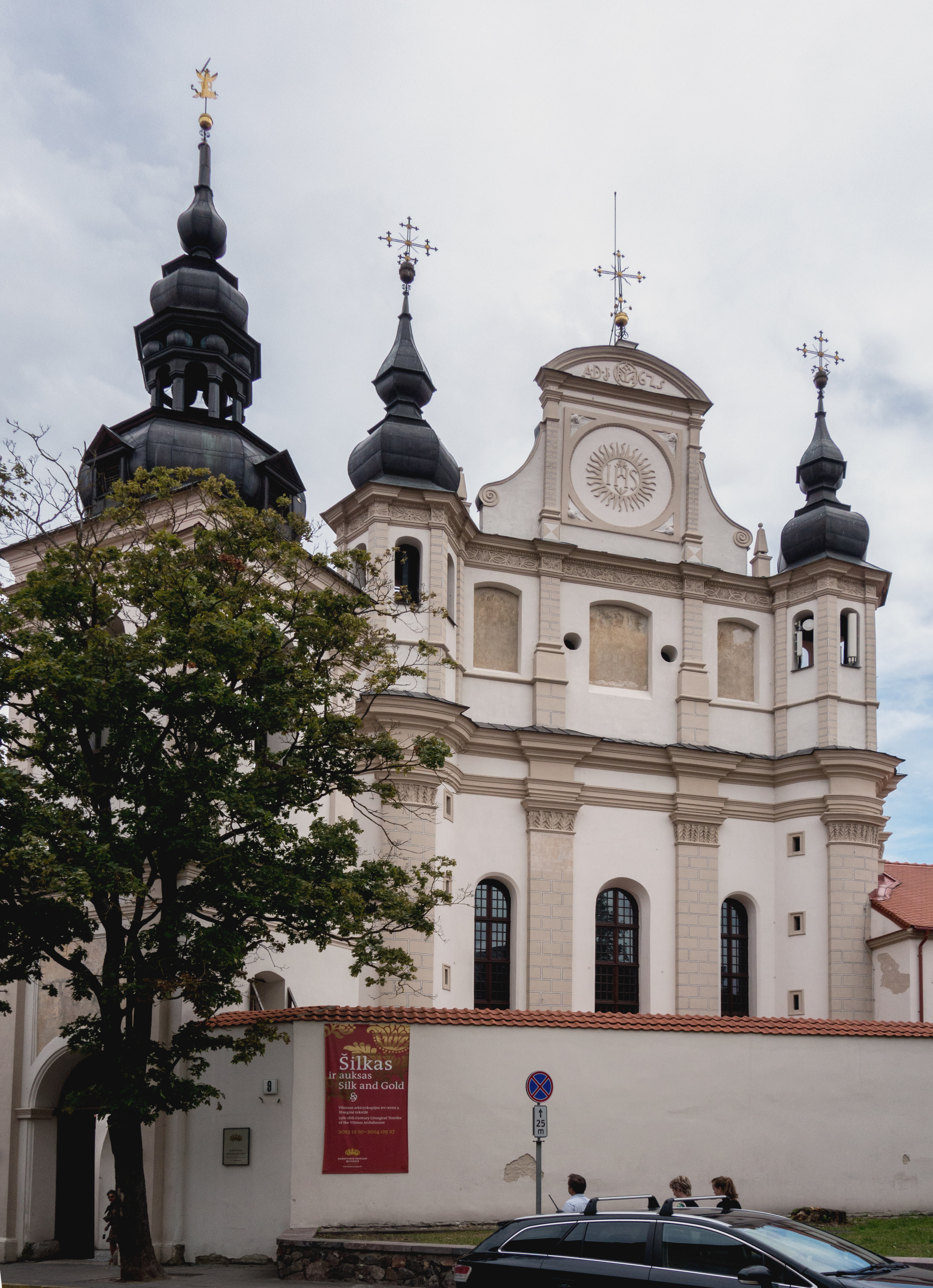
Biserica Sf. Mihail din Vilnius (1594), ctitorită de Sapieha ca un mausoleu personal
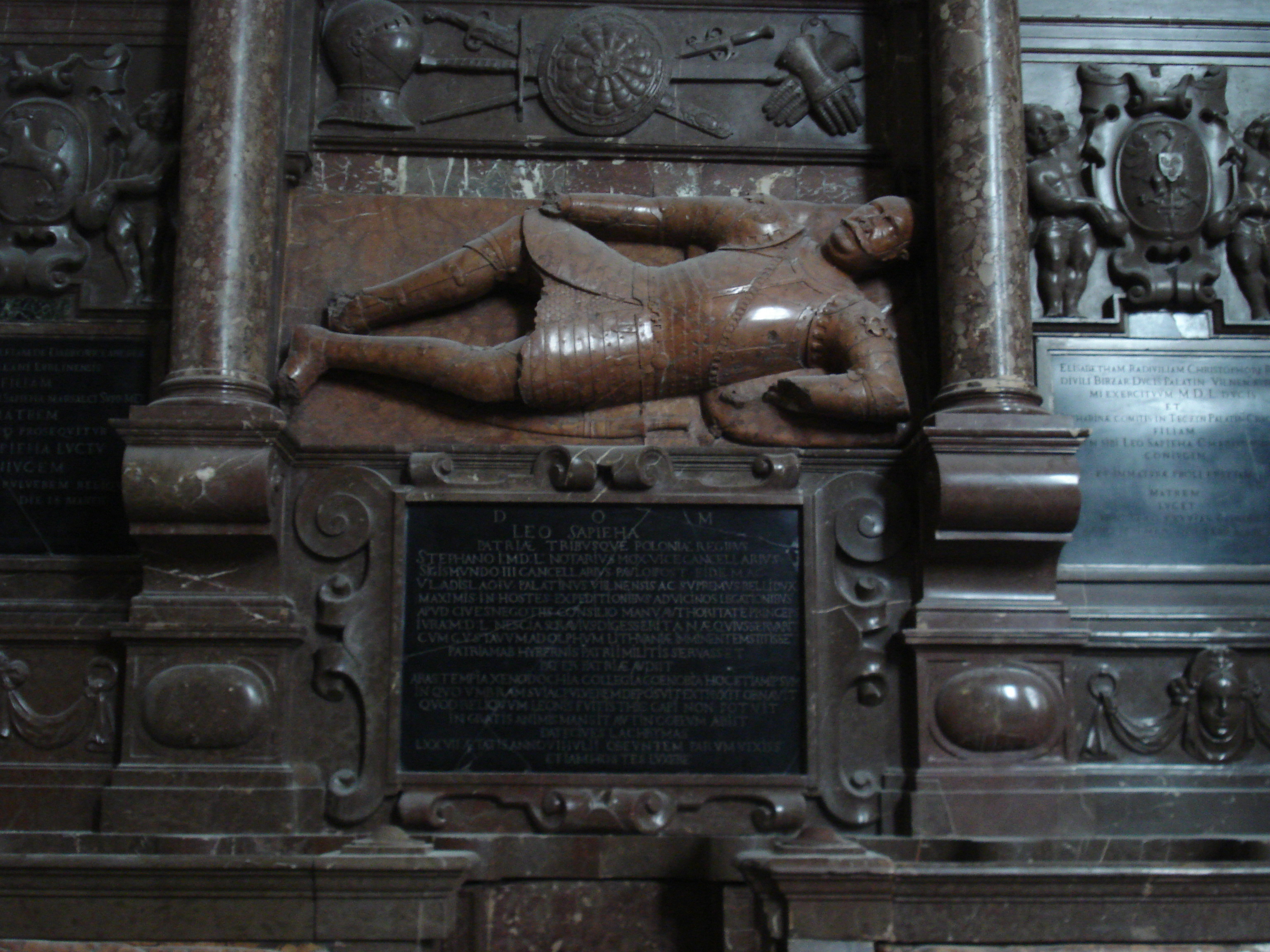
Sarcofagul lui Lew Sapieha în interiorul bisericii
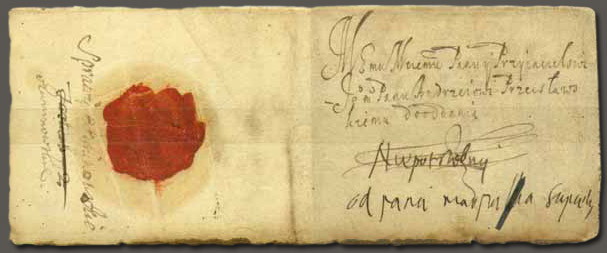
O scrisoare semnată de Sapieha din 1626
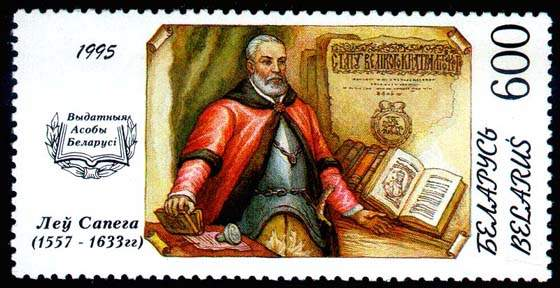
Timbru belarus din 1995
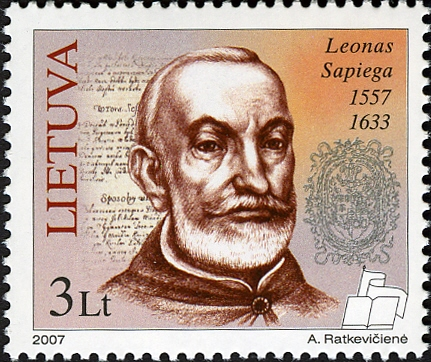
Timbru lituanian din 2007